# Le Diable au cœur (film, 1928)
Pour les articles homonymes, voir Le Diable au cœur.
Pour plus de détails, voir Fiche technique et Distribution.
Le Diable au cœur est un film français réalisé par Marcel L'Herbier et sorti en 1928.
Il a été restauré et réédité en DVD accompagnant un ouvrage collectif paru en 2008 sur l'œuvre de Marcel L'Herbier.

## Fiche technique
- Réalisation : Marcel L'Herbier
- Scénario : Marcel L'Herbier d'après le roman de Lucie Delarue-Mardrus L'Ex-voto (1922)
- Assistant réalisateur : Claude Autant-Lara
- Directeur artistique : Jacques Manuel
- Décors : Lucien Aguettand
- Lieux de tournage : Honfleur, Calvados, studios de la Victorine[2]
- Image : Lucien Bellavoine, Louis Le Bertre, Jean Letort
- Durée : 120 minutes (version DVD)
- Date de sortie : 3 mars 1928
  - Réédité en DVD en février 2008

## Distribution
- Betty Balfour : Ludivine Bucaille
- Jaque Catelain : Delphin Leherg
- Roger Karl : Le père Leherg
- André Nox : Pierre Lauderin
- Kissa Kouprine : Thania
- Catherine Fonteney : Madame Bucaille
- Magda Aranyi : La belle-mère de Lauderin
- Leo Da Costa : Gaston Lauderin
- André Heuzé : André Bucaille
- Auguste Picaude : Maurice Bucaille
- Falcau : Le frère de Lauderin
- Jane Pierson : Une femme